# Брат мій
Брат мій (тур. Kardeşim Benim) — турецький фільм 2016 року режисера Мерта Байкала. У головній ролі зіграли Мурат Боз, Бурак Озчивіт та Асли Енвер. Фільм вийшов 15 січня 2016 року. Виробничими компаніями є TAFF Pictures і BRK'S Production.

## Сюжет
Хакан — відомий художник із спокійним характером, який робить альтернативну музику у свої 30-ті. Його брат Озан, з іншого боку, має протилежний характер Хакана. Озан також відома поп-зірка. Два брати, які ображаються один на одного, навіть відвідують свого хворого батька окремо. Однак воля після смерті батька змінить стосунки між побратимами.

## Ролі
- Бурак Озчивіт — Хакан
- Мурат Боз — Озан
- Асли Енвер — Зейнеп Уйсал
- Ахмет Гюльхан — Еркан
- Ферді Санкар  - Тато
- Бурак Сатибол — продавець
- Назан Кесал — мати Айше